# Пію рудоголовий
Пію рудоголовий (Synallaxis ruficapilla) — вид горобцеподібних птахів родини горнерових (Furnariidae). Мешкає в Південній Америці.

## Опис

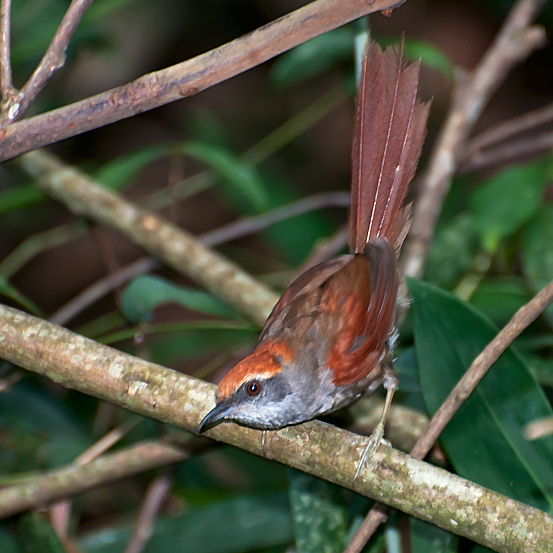
Рудоголовий пію

Довжина птаха становить 13-17 см, вага 12-16 г. Тім'я, крила і хвіст рудувато-коричневі, лоб і щоки чорнуваті, над очима жовтуваті "брови". Горло сірувато-біле або сріблясте, на горлі темна пляма. Груди сіруваті, боки і живіт коричневі або охристі.

## Поширення і екологія
Рудоголові пію мешкають на південному сході Бразилії (від південного Гоясу, південного Мінас-Жерайсу і Еспіриту-Санту на південь до Ріу-Гранді-ду-Сул), на сході Парагваю (Каніндею, Альто-Парана і Ітапуа) та на північному сході Аргентини (Місьйонес, Коррієнтес), імовірно, зустрічаються в Уругваї. Вони живуть в підліску вологих атлантичних лісів, на узліссях та в чагарникових заростях. Зустрічаються на висоті до 1400 м над рівнем моря. Живляться безхребетними.